# Skarpnäck (metropolitana di Stoccolma)
Skarpnäck è una stazione della metropolitana di Stoccolma.
È collocata presso il distretto di Skarpnäcks gård. Si trova sul percorso della linea verde T17, di cui è capolinea, ed è preceduta sulla tratta dalla stazione di Bagarmossen. È anche la fermata situata più ad est di tutta la rete metropolitana locale.
Essendo stata inaugurata il 15 agosto 1994, è una delle fermate più recenti di tutto il sistema metroviario cittadino.
La banchina, localizzata a una profondità di 25 metri sotto il livello del suolo, presenta numerose panchine di granito create dall'artista Richard Nonas. La stazione è stata invece progettata dagli architetti Per H. Reimers e Hans Hvass.
L'utilizzo medio quotidiano durante un normale giorno feriale è pari a 5.400 persone circa.

## Tempi di percorrenza
| Linea | Capolinea | Tempo  | Stazione                                                 | Tempo                             |
| T17   | Åkeshov   | 39 min | Skärmarbrink Gullmarsplan Slussen Gamla stan T-Centralen | 8 min 10 min 14 min 15 min 19 min |